# Moukheld Al-Outaibi
Moukheld Al-Outaibi (Arabisch: مخلد ماهل العتيبي) (Taif, 30 april 1980) is een Saoedi-Arabische langeafstandsloper, die zich heeft gespecialiseerd in de 5000 m.

## Loopbaan
Op 23 juli 2005 liep Al-Outaibi bij de Nacht van de Atletiek in Heusden-Zolder zijn persoonlijk record op de 5000 m van 12.58,58. Deze tijd geldt nog altijd als meetingrecord. Een maand later nam hij deel aan de wereldkampioenschappen in Helsinki, waar hij op deze afstand in de door Benjamin Limo met 13.32,55 gewonnen wedstrijd negende werd in 13.35,29.
Moukheld Al-Outaibi, die in 1999 Aziatisch jeugdkampioen op de 10.000 m was geworden, leverde zijn beste prestaties tot nu toe in 2002, toen hij zowel op de 5000 als de 10.000 m kampioen werd op de Aziatische Spelen in het Zuid-Koreaanse Busan.
In 2006 nam Al-Outaibi deel aan de wereldindoorkampioenschappen in Moskou. Op de 3000 m, die door Kenenisa Bekelein 7.39,32 werd gewonnen, werd de Saoedi-Arabische atleet in een tijd van 7.51,92 achtste.
Twee jaar later nam hij deel aan de Olympische Spelen in Peking. Daar kwam hij op de 5000 m niet door zijn serie heen. In een tijd van 13.47,00 werd hij zesde en wist hij zich niet te kwalificeren voor de finale.

## Titels
- Aziatische Spelen kampioen 5000 m - 2002
- Aziatische Spelen kampioen 10.000 m - 2002
- Aziatisch jeugdkampioen 10.000 m - 1999

## Persoonlijke records
Outdoor
| Onderdeel | Prestatie            | Datum        | Plaats         |
| --------- | -------------------- | ------------ | -------------- |
| 1500 m    | 3.38,12              | 31 juli 2004 | Heusden-Zolder |
| 3000 m    | 7.46,31              | 14 mei 2004  | Doha           |
| 5000 m    | 12.58,58 (nat. rec.) | 23 juli 2005 | Heusden-Zolder |
| 10.000 m  | 27.31,61             | 9 juni 2012  | Radès          |

Indoor
| Onderdeel | Prestatie | Datum            | Plaats   |
| --------- | --------- | ---------------- | -------- |
| 3000 m    | 7.44,64   | 11 februari 2006 | Valencia |

## Prestaties
| Jaar | Wedstrijd                         | Plaats    | Resultaat   | Onderdeel     | Tijd     |
| ---- | --------------------------------- | --------- | ----------- | ------------- | -------- |
| 1996 | Pan-Arabische jeugdkamp.          | Latakia   | 2e          | 5000 m        | 14.37,3  |
| 1999 | Aziatische jeugdkamp.             | New Delhi | 2e          | 5000 m        | 14.46,89 |
| 1999 | Aziatische jeugdkamp.             | New Delhi | 1e          | 10.000 m      | 30.11,05 |
| 2000 | Pan-Arabische veldloopkamp.       | Khartoem  | 2e          | korte afstand | 11.44    |
| 2002 | Aziatische Spelen                 | Busan     | 1e          | 5000 m        | 13.41,48 |
| 2002 | Aziatische Spelen                 | Busan     | 1e          | 10.000 m      | 28.41,89 |
| 2002 | West-Aziatische Spelen            | Koeweit   | 2e          | 5000 m        | 13.57,28 |
| 2003 | WK                                | Parijs    | 14e         | 5000 m        | 13.38,92 |
| 2005 | WK                                | Helsinki  | 9e          | 5000 m        | 13.35,29 |
| 2005 | Aziatische kamp.                  | Incheon   | 2e          | 10.000 m      | 29.04,85 |
| 2005 | Islamitische Solidariteits Spelen | Mekka     | 2e          | 10.000 m      | 28.41,81 |
| 2006 | WK indoor                         | Moskou    | 8e          | 3000 m        | 7.52,91  |
| 2008 | OS                                | Peking    | 6e in serie | 5000 m        | 13.47,00 |
| 2012 | OS                                | Londen    | 17e         | 10.000 m      | 28.07,25 |